# Spinaria sundana
Spinaria sundana är en stekelart som beskrevs av Van Achterberg 2007. Spinaria sundana ingår i släktet Spinaria och familjen bracksteklar. Inga underarter finns listade i Catalogue of Life.